# Fliknattskatta
Fliknattskatta (Solanum triflorum) är en potatisväxtart som beskrevs av Thomas Nuttall. Fliknattskatta ingår i släktet skattor som ingår i familjen potatisväxter. Arten förekommer tillfälligt i Sverige, men reproducerar sig inte. Inga underarter finns listade i Catalogue of Life.